# Mercat municipal de Sant Joan Baptista
El Mercat municipal de Sant Joan Baptista és una obra noucentista de Sant Joan Despí (Baix Llobregat) inclosa a l'Inventari del Patrimoni Arquitectònic de Catalunya.

## Descripció
Edifici de planta rectangular, compost per tres cossos, el central d'ells, més elevat, dona l'accés principal. Aquest és de coberta a dues vessants, mentre que els laterals, tenen la coberta planta. Façana completament plana i suportada, en el seu cos central, per columnes totalment exemptes, de secció circulars amb fust estrangulat. La façana posterior també és plana. La llum entra pels laterals a través de vidrieres rectangulars. És un tipus d'obra que essent noucentista és ja totalment funcional.